# M5 (amas globulaire)
Pour les articles homonymes, voir M5.
M5 (NGC 5904) est un amas globulaire situé dans la constellation du Serpent à environ 24 460 a.l. (7.5 kpc) du Soleil et à 20 220 a.l. (6,2 kpc) du centre de la Voie lactée. Il a été découvert par l'astronome allemand Gottfried Kirch en 1702. Charles Messier l'a observé le 23 mai 1764 et il l'a inscrit à son catalogue comme M5. William Herschel a été le premier à résoudre les étoiles de cet amas globulaire en 1783. En 1814, Herschel rapporta avoir observé 200 étoiles dans l'amas dans les nombreuses observation réalisées au cours des années.

## Propriétés
L'amas se rapproche du Système solaire à une vitesse radiale héliocentrique égale à −52,6 ± 0,4 km/s.
Selon Forbes et Bridges, sa métallicité est estimée à -1,12 [Fe/H] et son âge d'environ 10,62 milliards d'années.
Selon une étude publiée en 2011 par J. Boyles et ses collègues, la métallicité de l'amas globulaire NGC 5904 est égale à -1,29 et sa masse est égale à 857 000{\displaystyle M_{\odot }}. Dans cette même étude, la distance de l'amas est estimée à environ 7,5 kpc (∼24 500 al).

## Les étoiles de M5
Avec une magnitude visuelle de 5,7 M5 est à peine visible à l'œil nu dans des conditions idéale. Il faut des jumelles ou un petit télescope pour se rendre compte qu'il s'agit d'un objet non stellaire. Avec un télescope de taille moyenne, on peut parvenir à résoudre des étoiles individuelles, sont certaines atteignent une magnitude de 10,6.
On connait 105 étoiles variables à l'intérieur de M5 et 97 d'entre elles sont de type RR Lyrae. La magnitude de la varialble la plus brillante passe de 10,6 à 12,1 avec une période d'un peu moins de 26,5 jours.
On a aussi observé une nova naine dans M5.

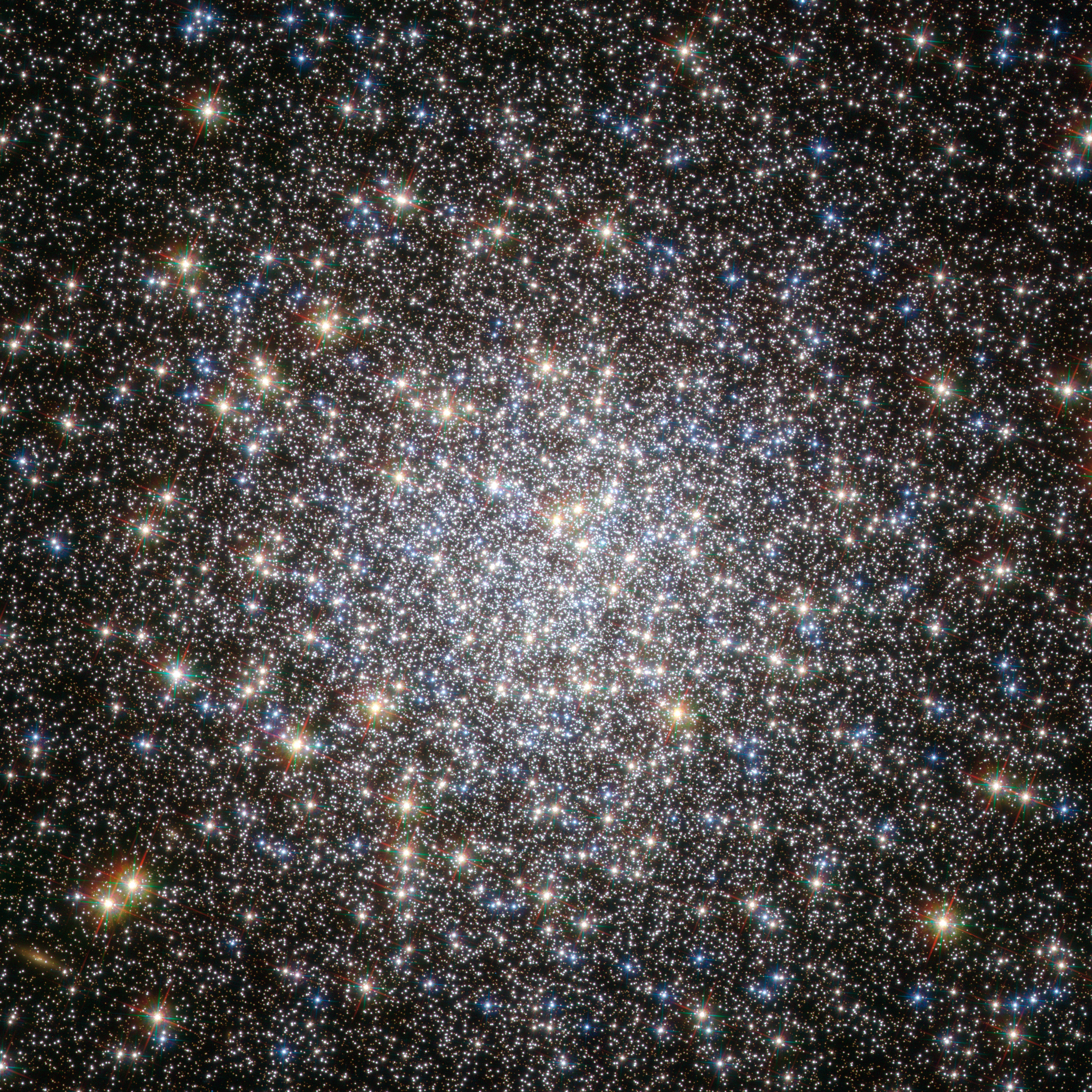
L'amas globulaire M5 par le télescope spatial Hubble.
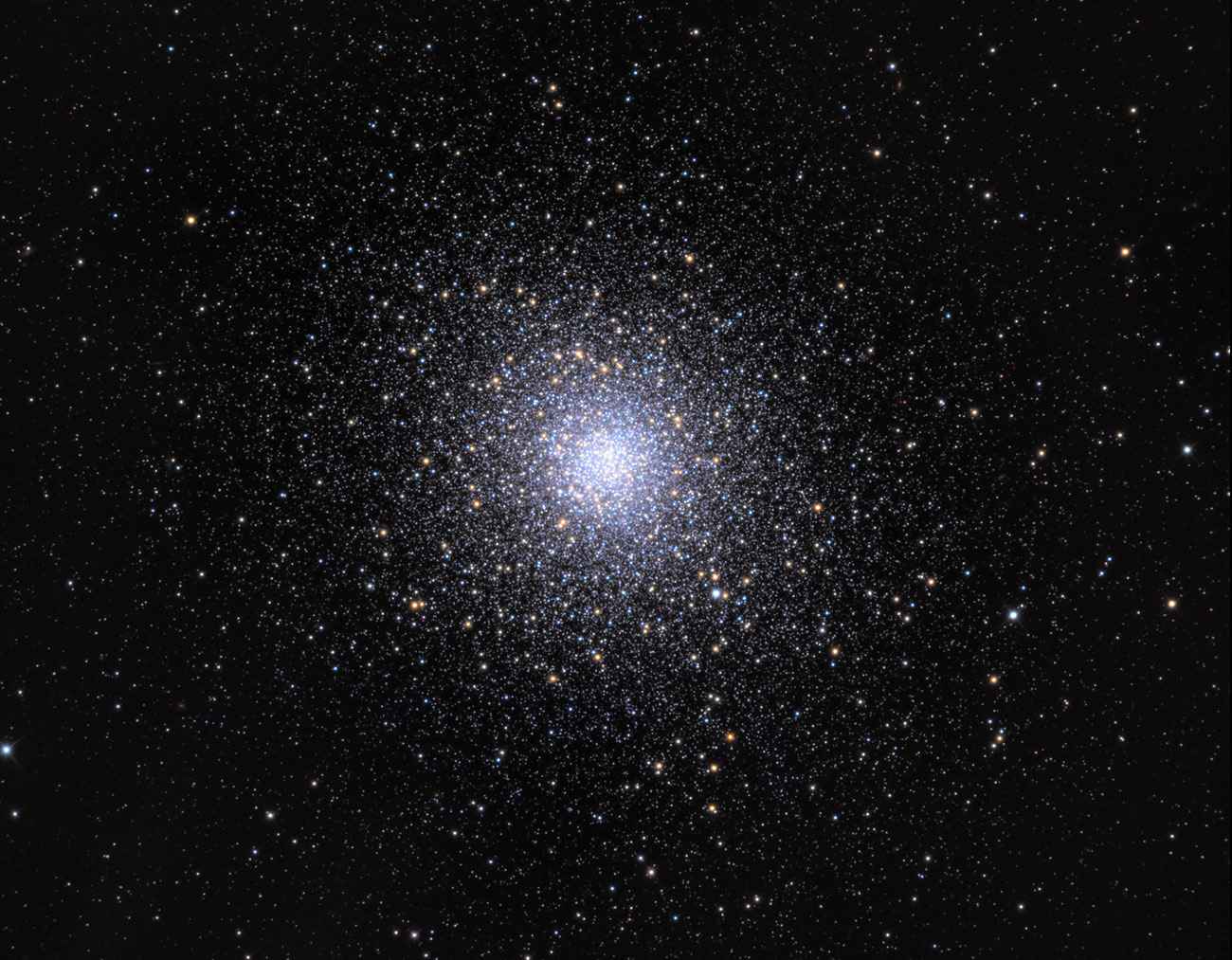
M5 par Adam Block (Observatoire du mont Lemmon/Université de l'Arizona).